# INI-11
INI-11 (Aries) fou primer turboreactor fabricat a Espanya, per un conjunt d'empreses, que després, i davant de les facilitats d'obtenir material estranger, es va abandonar.

## Història
El pilot de proves alemany Fritz Shäffer, que tenia accés als plans del Heinkel HeS 11, i després va fer ofertes als Estats Units i al Regne Unit, que no s'hi van interessar, els oferí al Ministeri de Defensa d'Espanya, per la seva fabricació.
Això va comportar que el 1951 es desplacés un grup d'especialistes alemanys a Espanya, i per via de l'INI, va muntar una oficina a càrrec del Coronel d'Enginyers Aeronàutics Antonio Núñez Rodríguez, que era director de l'INTA, que per la seva part va reunir un grup entusiasta d'enginyers aeronàutics i altres especialistes.
Es va redissenyar tot el motor i el 1955 es va provar a l'Institut Nacional de Tècnica Aeroespacial d'Espanya, on va donar uns resultats molt esperançadors, ja que per un pes de 600 Kg, donava una empenta de 1.600 Kg. Va ser presentat a la revista AVION com el primer turboreactor projectat i construït a Espanya. Però malauradament la facilitat d'obtenir bon material amb l'ajut americà, va fer abandonar aquest projecte el 1956.